# تاریخ همبستگی

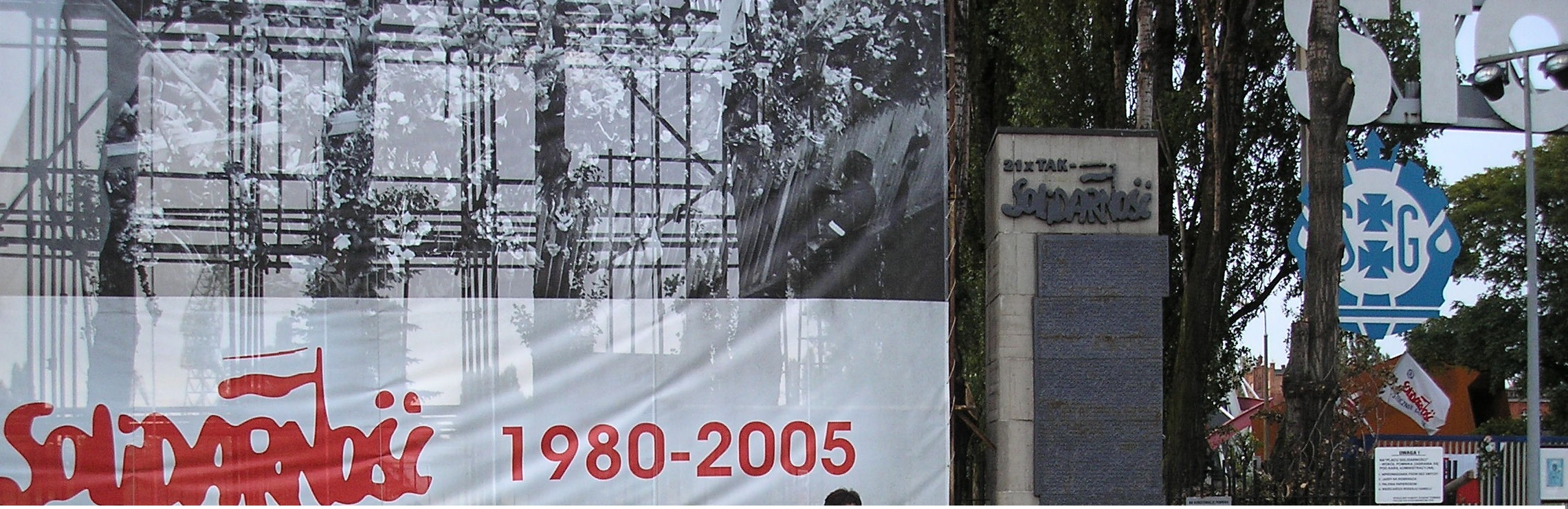
گدانسک بزرگداشت ۲۵مین سالگرد تأسیس همبستگی در لهستان

تاریخ همبستگی (به لهستانی:Solidarnośćتلفظ [sɔliˈdarnɔɕtɕ] ( گوش دادن))
و اتحادیه غیردولتی لهستانی همبستگی به ۱۴ اوت ۱۹۸۰ بازمی‌گردد که لنین شیپیارد (نام‌کنونی گدانسک شیپیارد) اسکله گدانسک شاهد شکل گیری نخستین اتحادیه کارگری مستقل در بلوک شوروی بود. این نهاد کارگری توسط لخ والسا و دیگر همراهانش پایه‌گذاری شد.
در اوایل دهه ۸۰ میلادی این اتحادیه تازه تأسیس و مستقل سیاست‌های ضد خشونت و ضد کمونیسم را در پیش گرفت و توانست تا ۹٫۴ میلیون عضو بگیرد و در سرنوشت سقوط شوروی تأثیرگذار باشد.